# Koberno
Koberno (německy Kawarn) je malá vesnice, část obce Slezské Rudoltice v okrese Bruntál. Nachází se asi 3,5 km na severovýchod od Slezských Rudoltic. Součástí Slezských Rudoltic je Koberno od roku 1964.
Koberno je také název katastrálního území o rozloze 3,21 km².
Severně od vesnice se na samotě nachází železniční zastávka Koberno na úzkorozchodné trati Třemešná ve Slezsku – Osoblaha.

## Vývoj počtu obyvatel
Počet obyvatel Koberna (včetně Antonínova) podle sčítání nebo jiných úředních záznamů:
| Rok            | 1869 | 1880 | 1890 | 1900 | 1910 | 1921 | 1930 | 1950 | 1961 | 1970 | 1980 | 1991 | 2001 |
| -------------- | ---- | ---- | ---- | ---- | ---- | ---- | ---- | ---- | ---- | ---- | ---- | ---- | ---- |
| Počet obyvatel | 302  | 271  | 238  | 260  | 213  | 208  | 199  | 103  | 101  | 80   | 53   | 25   | 18   |

1. ↑  z toho: Antonínov 41, samotné Koberno 158
2. ↑  z toho: 1 Čechoslovák, 194 Němců; 199 řím. kat.

V Kobernu je evidováno 26 adres, vesměs čísla popisná (trvalé objekty). Při sčítání lidu roku 2001 zde bylo napočteno 25 domů, z toho 9 trvale obydlených.

## Galerie

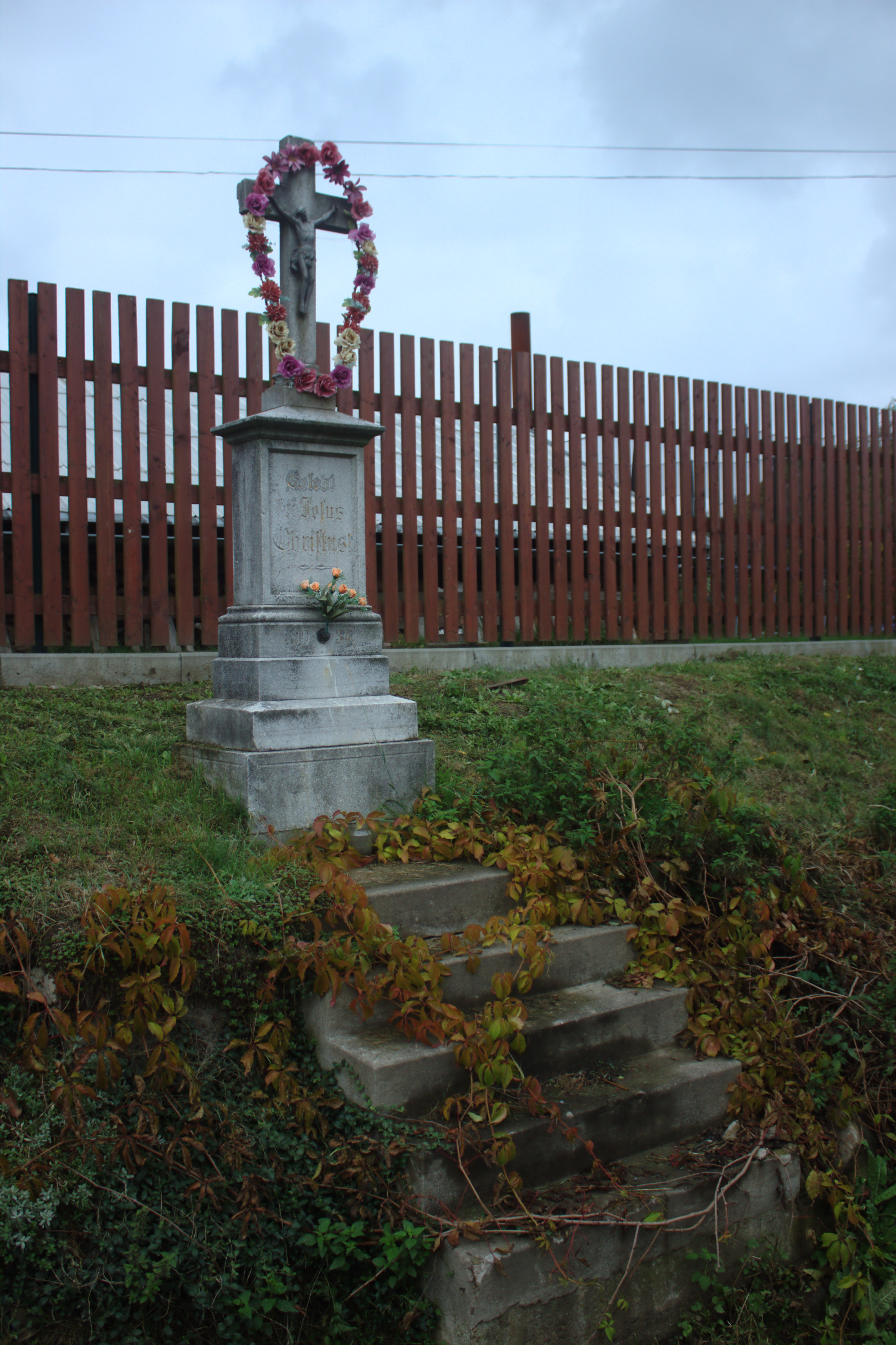
Kříž s věncem
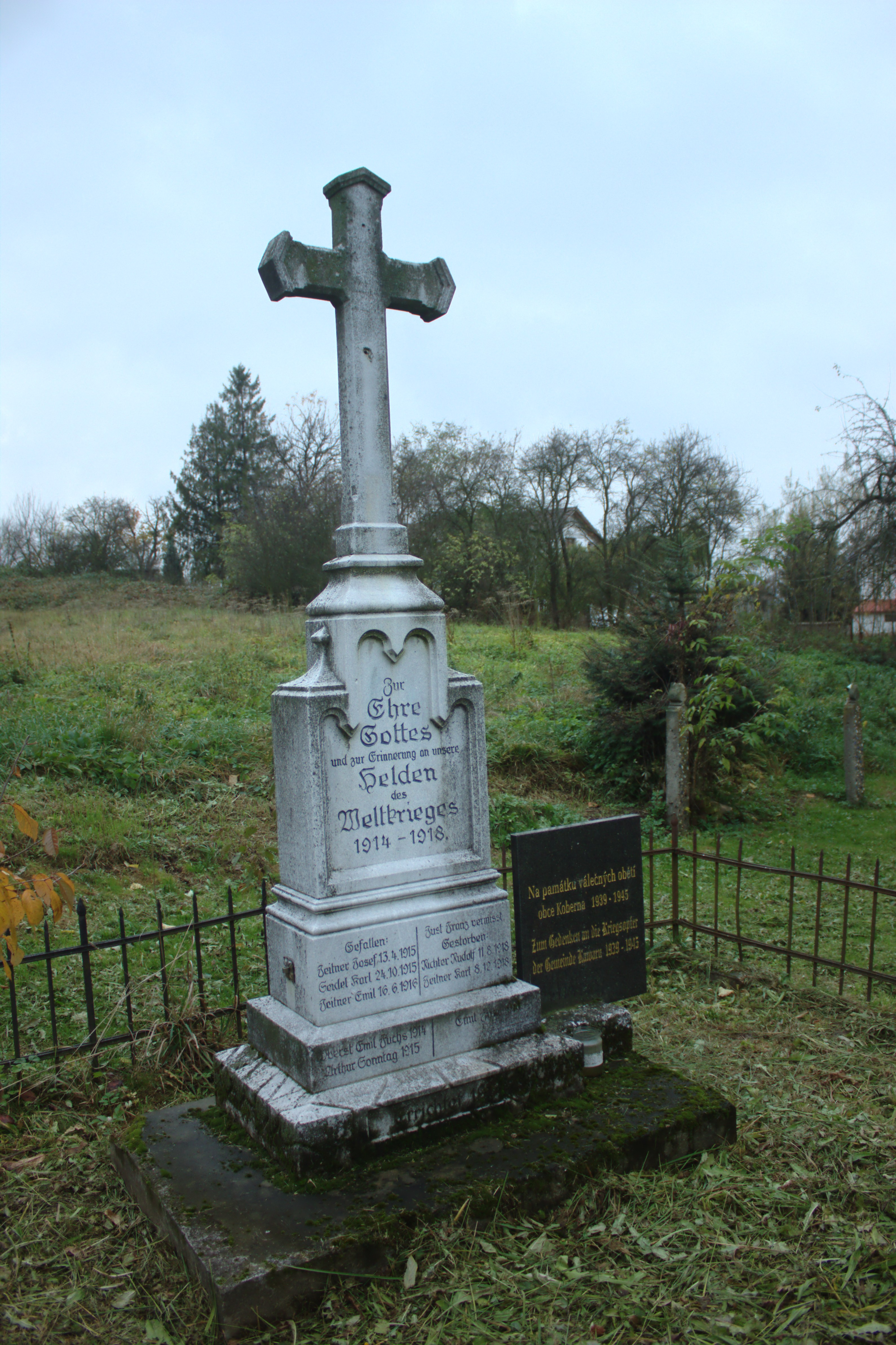
Kříž
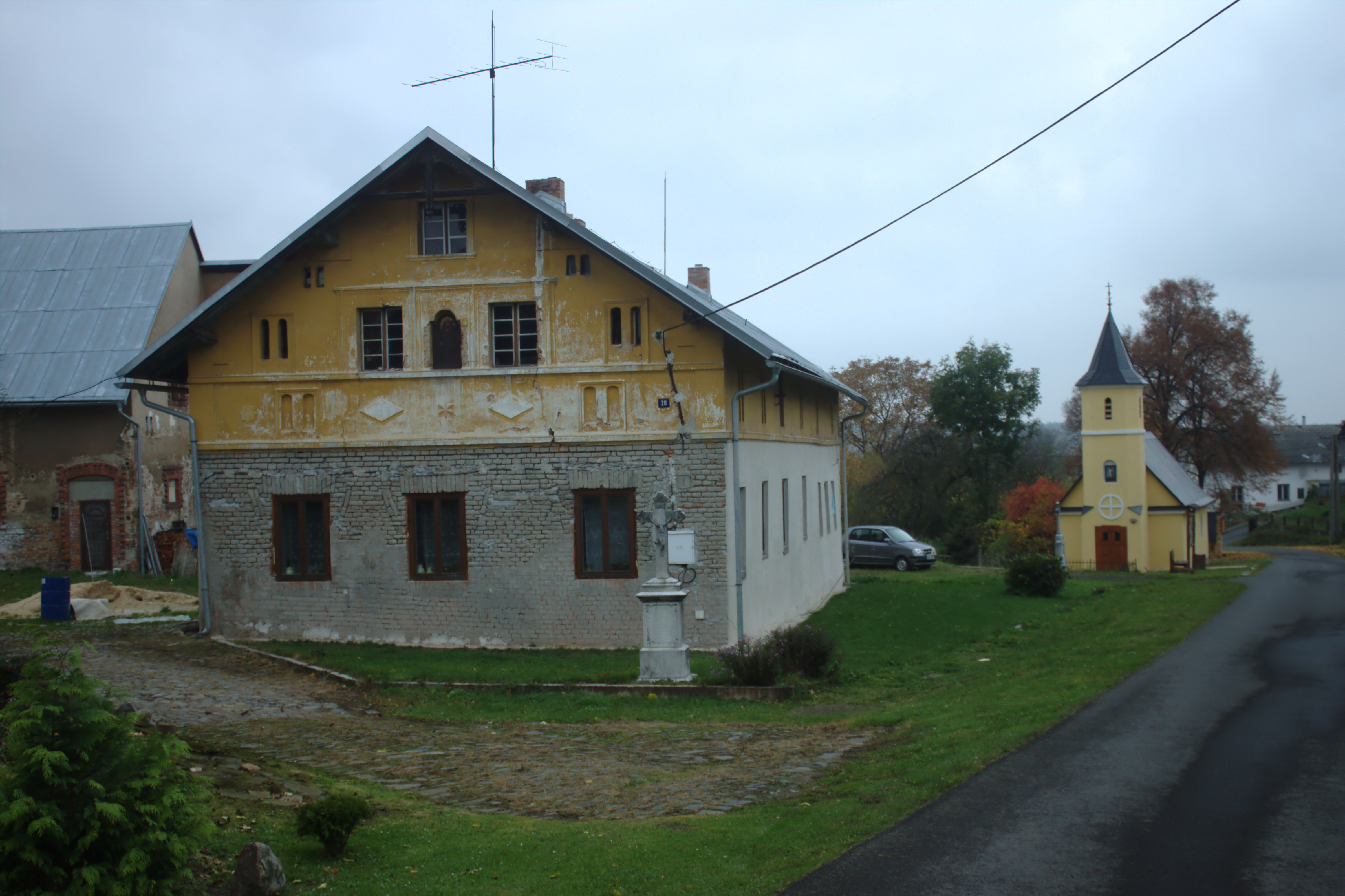
Dům